# Diospyros inconstans
Diospyros inconstans là một loài thực vật có hoa trong họ Thị. Loài này được Jacq. mô tả khoa học đầu tiên năm 1760.